# Luc Hueber
Pour les articles homonymes, voir Hueber.
Luc Hueber, né le 27 septembre 1888 à Sainte-Croix-en-Plaine (Haut-Rhin) et mort le 24 avril 1974 à Strasbourg, est un peintre français, l'un des fondateurs du groupe de Mai à Strasbourg, notamment inspiré par Cézanne. C'est l'un des meilleurs représentants – avec Gustave Stoskopf et Martin Hubrecht – du courant réaliste qui domina l'art des années 1920 en Alsace. Il initie son neveu Jean-Jacques Hueber à la peinture et sera à l'origine du choix de carrière de celui-ci.

## Biographie

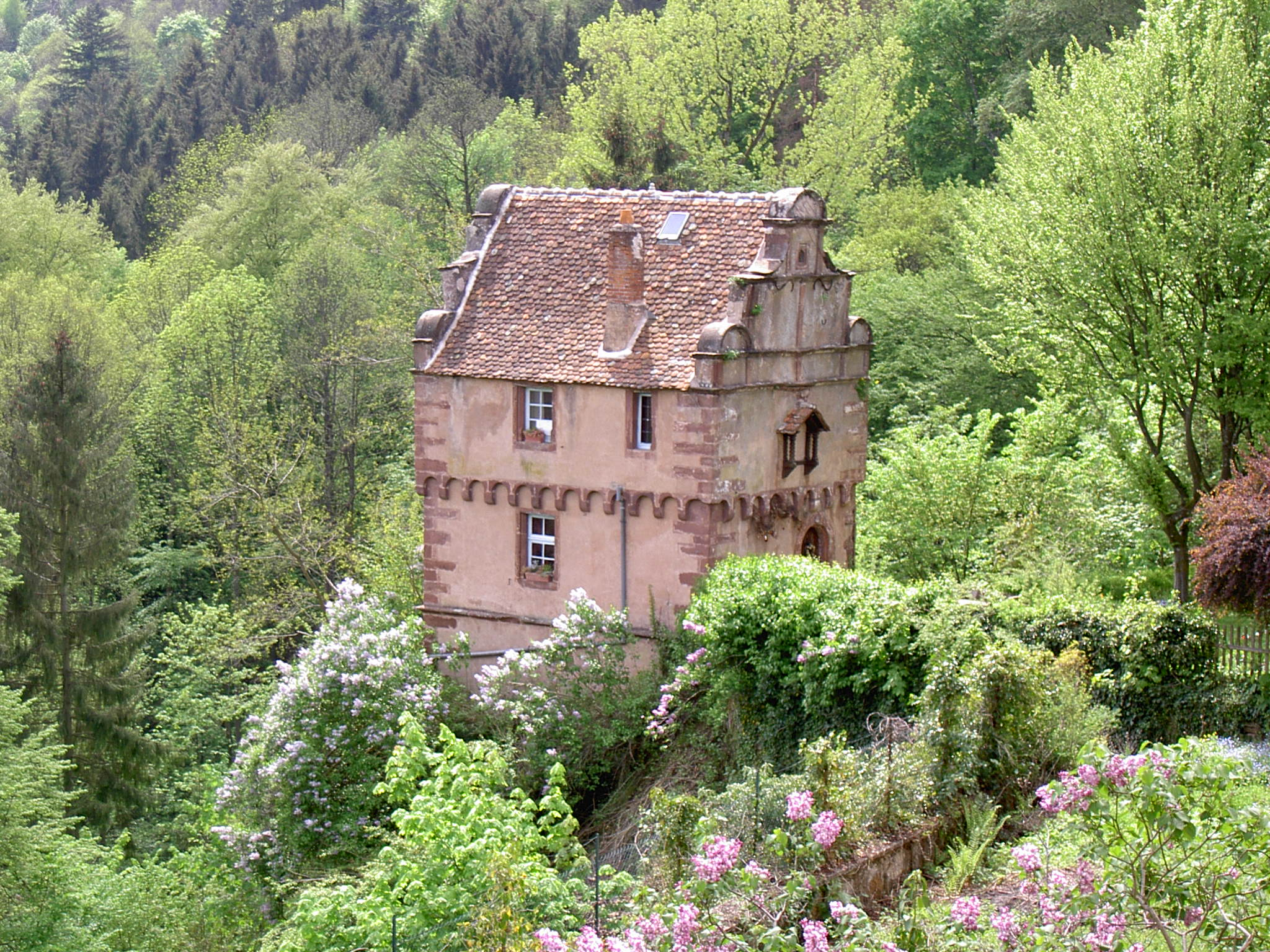
La Maison des Païens à La Petite-Pierre : ancienne résidence estivale de Luc Hueber

Curieux parcours que celui de Luc Hueber : il fut successivement apprenti pâtissier, engagé dans la Légion étrangère, puis peintre. Sa formation artistique fut celle d'un peintre de vitraux auprès d'Auguste Cammissar (1873-1963) à l'école des arts décoratifs de Strasbourg où il copia les verrières de la cathédrale. Puis il se rendit à Munich. On lui doit de nombreux tableaux représentant différents quartiers de Strasbourg, où il vivait, des paysages d'Alsace (notamment aux environs de La Petite-Pierre, où il avait établi sa résidence estivale dans une maison forte, aujourd'hui transformée en lieu d'exposition), et différents portraits. Membre du groupe de Mai, il exposa à Paris, à la galerie Drouant, ou chez Bernheim Jeune à Stuttgart, Metz, Lausanne et après la Seconde Guerre mondiale à la Galerie Aktuaryus de Strasbourg jusqu'en 1972.
Hueber était un remarquable coloriste. 
À Paris il exposa au Salon des artistes français, au Salon d'automne et chez Berheim jeune.
Luc Hueber est inhumé au cimetière Sainte-Hélène de Strasbourg.

## Œuvres
Le Musée d'art moderne et contemporain de Strasbourg détient une part importante de son œuvre dont deux autoportraits, réalisés en 1917 et 1925.
En 2003 une  exposition-rétrospective lui est consacrée à la Chapelle des Annonciades de Haguenau, où le musée historique conserve quelques-unes de ses œuvres.